# Camillo Francesco Maria Pamphili
Camillo Francesco Maria Pamphili (ur. 21 lutego 1622 w Neapolu, zm. 26 lipca 1666 w Rzymie) – włoski kardynał.

## Życiorys
Urodził się jako syn Pamphilo Pamphili i Olimpii Maidalchini. Był bratankiem papieża Innocentego X i należał do rodu Pamphili. Studiował sztuki wyzwolone, filozofię i matematykę. Na konsystorzu 14 listopada 1644, został kreowany kardynałem, przez swojego stryja, Innocentego X. 12 grudnia tego samego roku został kardynałem diakonem S. Maria in Dominica. 10 października 1645 roku został prefektem Trybunału Sygnatury Łaski. Wbrew oczekiwaniom swojej matki, zrezygnował z godności kardynalskiej 21 stycznia 1647. Niecały miesiąc później, 10 lutego, ożenił się z Olimpią z rodu Aldobrandini i miał z nią co najmniej piątkę dzieci:
- Giovanni Battista (1648–1709), w 1671 ożenił się z Violante Facchinetti (1649–1716)[3]
- Flaminia (1651–1709), wyszła za Niccola Pallaviciniego (1650–1714)
- Anna (1652–1728), wyszła za Gianandreę Dorię (1653–1737)[4]
- Benedetto (1653–1730), kardynał od 1681[2]
- Teresa (1654–1704), w 1673 wyszła za Carla Cibo (1631–1710)

Zmarł w swoim pałacu w Rzymie.